# Гірська Шорія
Гірська Шорія (рос. Горная Шория шорськ. Тағлығ Шор) — гірничо-тайговий регіон, розташований в південній частині Кемеровської області Росії, на стику Алтаю, Саян і Кузнецького Алатау. Регіон умовно може бути віднесений до гірської системи Алтаю.
Свою назву Гірська Шорія отримала від нечисленного самобутнього народу шорців, предки яких на всю Сибір славилися вмінням виплавляти залізо. Саме їх перші російські землепрохідці назвали «Кузнецькими татарами».

## Фізико-географічна характеристика

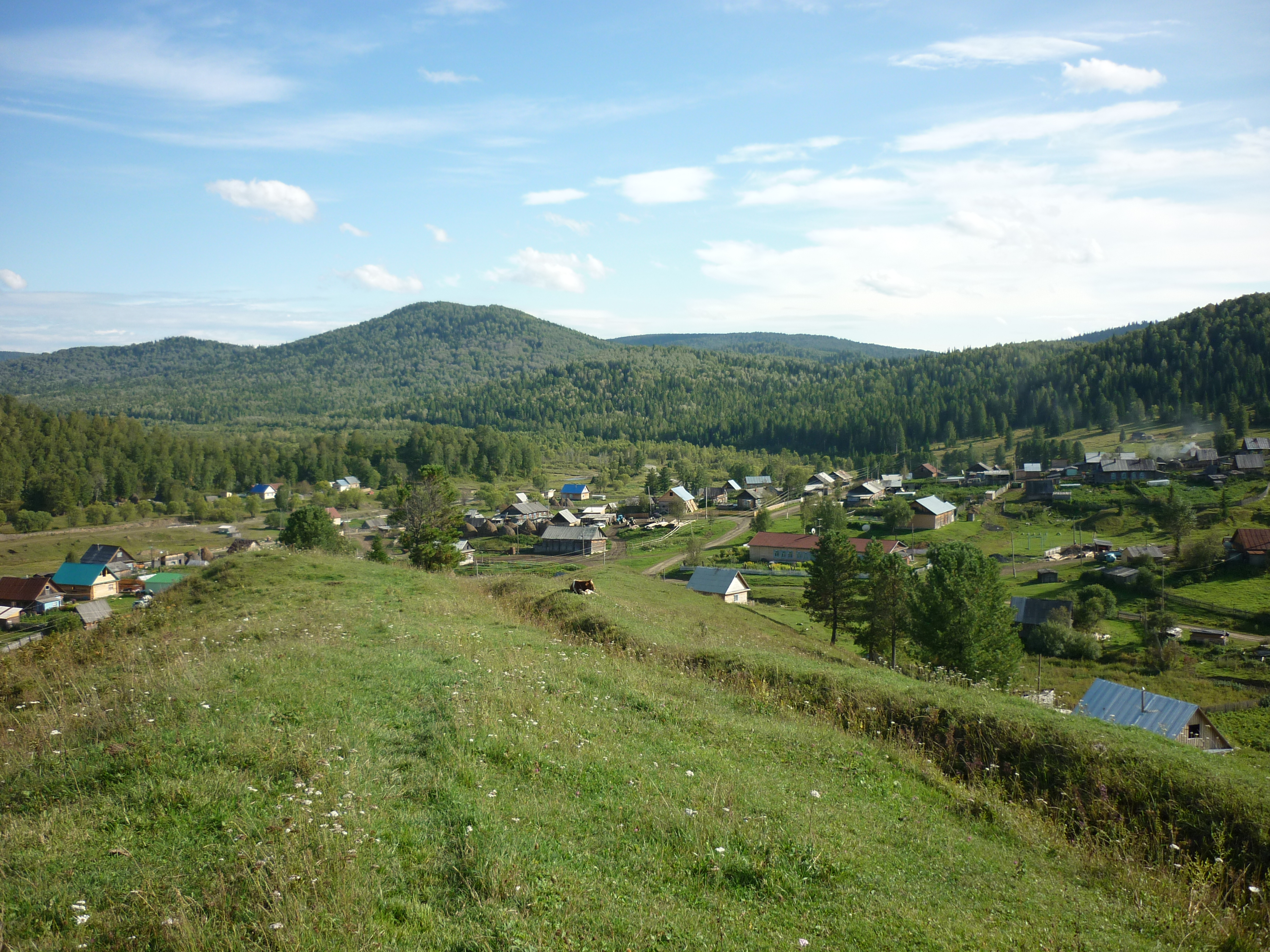
Чулеш

Гірська Шорія займає південну частину Кемеровської області, де сходяться в складний вузол хребти Північно-Східного Алтаю, Кузнецького Алатау і Салаїрського кряжу. За дивовижну красу природи цей благодатний край часто називають Сибірською Швейцарією.
Сучасний рельєф Гірської Шорії утворився в результаті тривалого руйнування порід і поступового підняття всієї території. Це гори середньої висоти, переважно 500-800 метрів. На формування рельєфу основний вплив надали текучі води, коливання зимових та літніх температур, хімічні й фізичні процеси вивітрювання. В результаті утворилися мальовничі вузькі річкові долини зі скелястими берегами, м'які обриси вершин, численні печери й гроти.
Висоти
Висота регіону від 500 до 1630 метрів.
Найвища точка Гірської Шорії - гора Патин. Однією з найпопулярніших є Мустаг (Крижана гора) - великий гранітний масив, що простягнувся з південного заходу на північний схід більш ніж на 25 км. Під впливом вивітрювання тут утворилися скелі, схожі на горби верблюдів, піки середньовічних палаців, півнячий гребінь.
Крім Мустага над хвойною тайгою піднімаються засніжені вершини Патина, Улутага, Кубеза, Теміртау (Залізної гори), Зеленої, Куль-Тайги. Майже на всіх з них взимку катаються гірськолижники, а влітку їх підкорюють альпіністи.
Найбільш відомі гори:
- Патин («Місце проживання Кузбасівського єті») - 1630 метрів - найвища гора Гірської Шорії. В районі велика система печер.
- Мустаг - розташована на території курорту Шерегеш
- Курган
- Каритшал (більш відома як г. Зелена, на горі розташована більшість гірськолижних трас курорту Шерегеш)
- Утуя

Річки
Гірські, чисті й прозорі до дна річки прорізали глибокими руслами гірські масиви. Головні з них - Кондома, Мундибаш, Мрас-Су (згідно топонімічним словником - «кедрова річка»; у шорців Пирас або Прас), Пизас.

## Населення
Населення складається в основному з шорців та російських.
Щільність населення Гірської Шорії низька (менше 5 осіб на 1 км²).

## Населені пункти

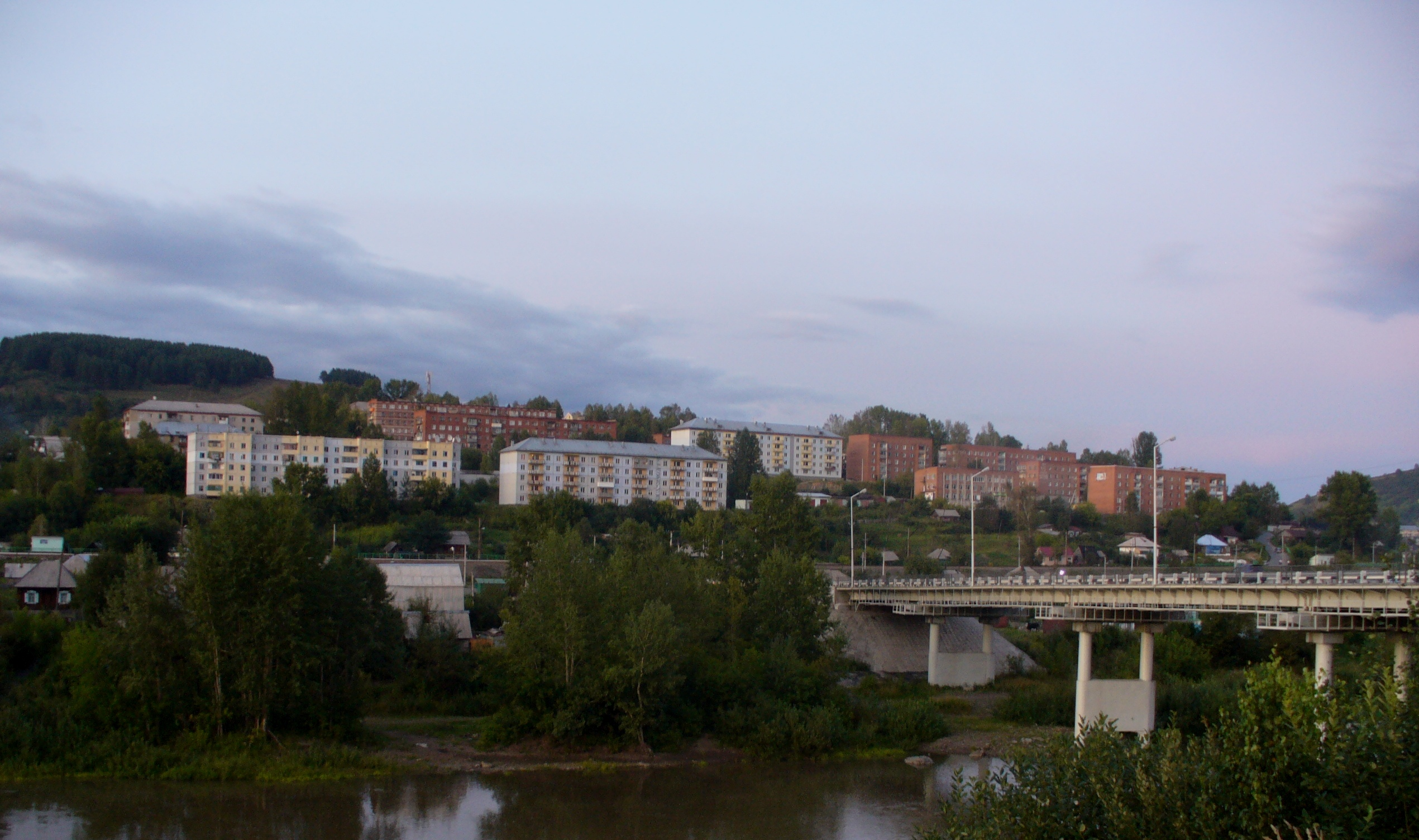
Мундибаш (селище) в Таштагольському районі

- Таштагол - адміністративний центр Таштагольського району.
- Шерегеш
- Мундибаш
- Теміртау
- Каз
- Чугунаш

## Економіка

### Промисловість
Гірська Шорія - великий гірничорудний регіон, де розробляються з середини 19 століття родовища заліза.
Також в Гірській Шорії розвинена видобуток деревини, промислових звірів і кедрових горіхів.

### Туризм
Взимку Гірська Шорія є гірськолижним курортом, популярним не тільки в Кемеровській області, а й в усьому сибірському регіоні. Особливо популярна гора Зелена (Каритшал), 1270 м, яка розташована поруч з населеним пунктом Шерегеш. Там постійно проводяться професійні та аматорські Чемпіонати Росії. Взимку туди з Новосибірська ходить регулярний Туристичний поїзд «Зимова казка».
Особливості гірськолижного курорту:
- Крутизна схилів - 15-45°;
- Тривалість залягання снігового покриву - 7 місяців;
- Легкий «холодний» сніг;
- Високий рівень трас на горі Зелена визнаний фахівцями міжнародної Федерації гірськолижного спорту та сноуборду.